# Eumillipes persephone
Eumillipes persephone ist eine Tausendfüßer-Art aus der Familie Siphonotidae. Sie ist der einzige bekannte Vertreter der im Jahr 2021 neuaufgestellten Gattung Eumillipes und wurde erstmals im Jahr 2020 in drei Bohrlöchern der Eastern Goldfields in Western Australia entdeckt. Eumillipes persephone lebt unterirdisch in Tiefen zwischen 15 m und 60 m.

## Etymologie
Der Gattungsname Eumillipes bedeutet „wahrer Tausendfüßer“, was sich auf seine Anzahl von über 1000 Beinen bezieht; das Artepitheton Persephone spielt auf die gleichnamige Göttin der Unterwelt an, in Bezug auf seine unterirdische Lebensweise.

## Beschreibung

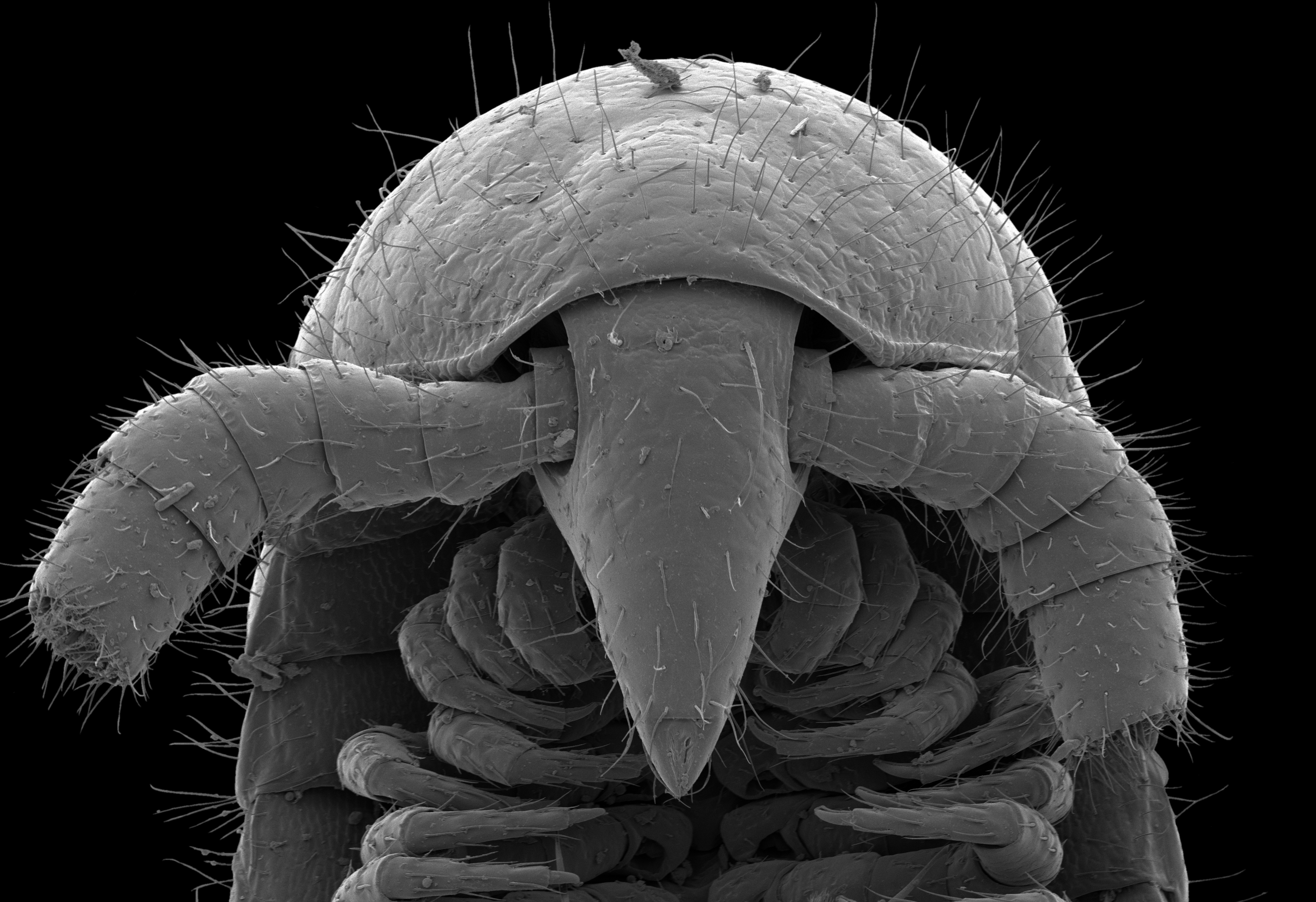
Kopf eines Männchens unter dem Rasterelektronenmikroskop

Die acht gesammelten Individuen haben eine Körperlänge von bis zu 95,7 mm und einen Durchmesser von 0,95 mm. Es gibt 198 bis 330 Körpersegmente und bis zu 1306 Beine, was sie zur Art mit den meisten Beinen im bekannten Tierreich und zum ersten beschriebenen Tausendfüßer mit 1000 Beinen oder mehr macht.
Die Art hat einen stark verlängerten Körper mit einem kegelförmigen Kopf und ungewöhnlich großen, dicken Fühlern. Außerdem ist sie augenlos, da ihre unterirdische Lebensweise keine Augen erfordert.
Die längliche Form, die große Anzahl von Beinen und die Augenlosigkeit sind konvergent mit der entfernt verwandten Art Illacme plenipes, dem bisherigen Rekordhalter mit bis zu 750 Beinen. Es wird angenommen, dass die große Anzahl von Beinen ihr bei der Fortbewegung in ihrem unterirdischen Lebensraum hilft und es ihr ermöglicht, in kleine Ritzen zu kriechen.
Die Art unterscheidet sich von den meisten Vertretern der Saugfüßer durch ihre längliche Form und ihren dünnen Körper, da die Vertreter dieser Ordnung in der Regel kürzer sind, weniger Beine haben und flachere, halbzylindrische Körper besitzen. Die Zugehörigkeit zu dieser Ordnung basiert auf der Analyse ihres Genoms, um einen gemeinsamen Vorfahren zu bestimmen.

## Lebensweise
Einzelheiten über seine Ernährung und Lebensweise sind nicht bekannt, aber es wird vermutet, dass er sich von Pilzen ernährt, die auf den Wurzeln von Bäumen wachsen.